# Карабетова гора

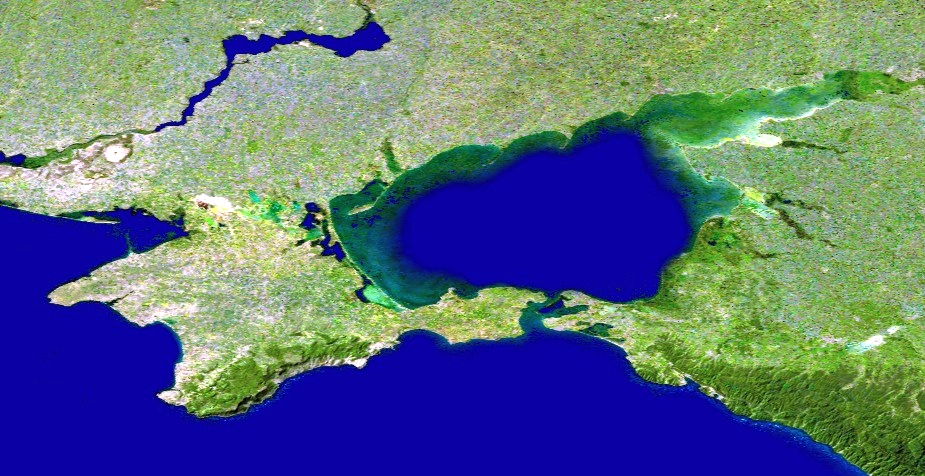
Таманський півострів

Карабетова гора (Карабетівка) — діючий грязьовий вулкан, пам'ятка природи (рішення Темрюкського РВК від 13.7.1978 року № 354; рішення Краснодарського КІК від 14.7.1988 р № 326), розташований в Темрюкському районі Краснодарського краю.
Карабетова гора розташована в південно-західній частині Таманського півострова, за 8 км від станиці Тамань (Темрюцький район Краснодарського краю). Гора являє собою овальне кратерне плато, що має протяжність близько 1400 метрів і діаметр 860 метрів. Висота становить близько 60 метрів. До його складу входять два грязьових вулкана. Один з них — сплячий, має діаметр 140 метрів і невелике пересохле озеро. Другий грязьовий вулкан є чинним. Діаметр його кратера складає близько 125 метрів. Він розташований вище і на північний схід від на сопкових плато.
Схили Карабетовой гори складені з зцементованою сопкового гірської породи — брекчії. Місцевість поблизу гори сильно посічена ярами.
Вилив грязевих потоків з вулкана з утворенням пухирів тут відбувається безперервно. Великі виверження відбуваються приблизно через кожні 15-20 років. Останнє велике виверження грязьового вулкана відбулося влітку 1968 року. Виверження вулкана супроводжувалося гулом і сильним вибухом. При виверженні виділяються гази і відбувається вилив грязі. До початку ХХІ ст. на південно-східному схилі гори утворився грязьовий конус, що поступово збільшується в розмірах. Його висота становить близько 3,5 метрів.
Найбільш активною частиною вулкана є південно-східний схил. Грязьові потоки поступово стікають вниз і тріскаються. На вершині гори крім грязьових озер, знаходиться також звичайне водне озеро.